# Ugoszcz (rzeka)
Ugoszcz, Struga – rzeka, lewy dopływ Bugu o długości 40,74 km.
Rzeka przepływa między innymi przez wieś Ugoszcz. Wpada do starorzecza Bugu w okolicach wsi Brzuza. Do rzeki uchodzi struga Dzięciołek oraz Suchy Rów.